# Edmundo de Escocia
Edmundo de Escocia (gaélico: Etmond mac Maíl Coluim; inglés, Eadmund Margotsson) (n. después de 1070-1097) fue uno de los hijos de Máel Coluim mac Donnchada y su segunda esposa Margarita. Su nombre aparece en algunas listas de reyes escoceses, aunque no existe evidencia de que haya sido rey. 
Tras la muerte de su padre y su heredero, Edward, el hijo mayor de aquel primero con Margarita, en noviembre de 1093, el hermano de Máel Coluim, Domnall Bán tomó el poder. Edmundo y sus hermanos más jóvenes Edgardo, Alejandro y David, huyeron a Inglaterra, para unirse a su medio hermano Donnchad en la corte de William Rufus.
En 1094 Donnchad, con la bendición de Rufus y el apoyo de nobles sin tierra de la corte inglesa, así como terratenientes de Lothian, destronó a Domnall Bán. Se supone que Edmundo, que era el más cercano en edad, fue el heredero de Donnchad. Este último se vio obligado por una rebelión a enviar a sus aliados ingleses a su tierra, y fue asesinado poco tiempo después. El regicida fue Máel Petair, Mormaer de Mearns, pero los Anales de Ulster y William de Malmesbury coinciden en que el asesinato se llevó a cabo bajo órdenes de Domnall Bán y Edmundo. 
El motivo por el cual Edmundo se unió a su tío se desconoce. Se presupone que Domnall le asignó como su heredero, ya que no tenía hijos y, por esta razón se especula que Edmundo lo vio como la oportunidad perfecta para gobernar. 
El tío materno de Edmundo, Edgar Atheling, fue hacia el norte en 1097, desterrando a Domnall de la corona y estableciendo a Edgardo como el nuevo rey, con Alejandro como su heredero. Mientras Domnall fue mutilado y apresado, lo que le ocasionó la muerte en 1099, Edmundo fue más afortunado. Fue exiliado y enviado al monasterio de Cluniac en Montacute, Somerset. La fecha exacta de su fallecimiento se desconoce.